# 베리고추
베리고추(berry－, 학명: Capsicum baccatum 캅시쿰 바카툼[*])는 가지과의 여러해살이 식물로, 고추의 일종이다.

## 분포
남아메리카에 분포한다. 볼리비아, 브라질, 아르헨티나, 콜롬비아, 파라과이, 페루가 원산지이다.

## 종내 분류군
- C. baccatum var. pendulum (Willd.) Eshbaugh
- C. baccatum var. praetermissum (Heiser & P. G. Sm.) Hunz.
- C. baccatum var. umbilicatum (Vell.) Hunz. & Barboza

## 재배종
- 레몬고추
- 아마리요고추
- 종고추

## 같이 보기
- 고추(C. annuum)
- 나무고추(C. frutescens)
- 중국고추(C. chinense)
- 털고추(C. pubescens)